# Mamontovaya Kurya
Mámontovaya Kurya (en ruso: Мамонтовая курья, "la curva del mamut") es un yacimiento paleolítico en el río Usa, en la República de Komi, Rusia. El yacimiento incluye artefactos de piedra, huesos de animales y un colmillo de mamut con marcas hechas por el hombre. Fechado en 40.000 años antes del presente, es la prueba más antigua documentada de actividad de los homínidos en esta latitud.